# Borzewisko (powiat poddębicki)
Borzewisko – wieś w Polsce w województwie łódzkim, w powiecie poddębickim, w gminie Poddębice.
W latach 1975–1998 miejscowość administracyjnie należała do województwa sieradzkiego. 
Położona na południe od Uniejowa, nad Wartą. Znana w źródłach pisanych od 1298 r., kiedy to Władysław I Łokietek nadał wieś klasztorowi sulejowskiemu w zamian za inne wsie udzielając immunitetu gospodarczego, sądowego i przywileju na prawo niemieckie. W XVI wieku wieś należała do parafii w Niemysłowie. Była własnością Borzewickich, później Milewskich, Rekowskich. W 1740 roku część wsi dziedziczyli dominikanie z Sieradza.
Na terenie Borzewiska znajdował się niegdyś murowany dwór obronny stojący na kopcu. Budowlę tę wzniesiono w końcu XVI lub w początkach XVII stulecia - inicjatorem jej budowy był prawdopodobnie Marcin Borzewicki. Budowlę tę opisywano dość często w źródłach z XVII i XVIII wieku. Najciekawszą wiadomość przynosi opis forsowania fosy na łodziach i ostrzeliwania rezydencji Borzewickich z 1648 r.
Do dziś nie zachowały się żadne relikty tej budowli. Prawdopodobnie bardzo już zrujnowana, została rozebrana, wraz z wszelkimi urządzeniami obronnymi jeszcze w XIX stuleciu. Dziś nawet jej dokładna lokalizacja jest trudna do określenia.
7 września 1939 żołnierze Wehrmachtu zamordowali 6 osób, 4 ofiary mordu zostały zidentyfikowane.